# Resolutie 487 Veiligheidsraad Verenigde Naties
Resolutie 487 van de Veiligheidsraad van de Verenigde Naties werd op 19 juni 1981 werd met unanimiteit van stemmen aangenomen. De Veiligheidsraad veroordeelde met deze resolutie de Israëlische luchtaanval op een Iraakse kerninstallatie op 7 juni 1981.

## Achtergrond
In 1977 bouwde Irak met Franse hulp een kernreactor niet ver van Bagdad. De installatie, genaamd Osirak, stond onder toezicht van het IAEA, maar toch dachten velen dat Irak werkte aan een kernwapenprogramma. Toen in 1980 de Irak-Iranoorlog was begonnen, voerde Iran op 30 september van dat jaar een eerste luchtaanval uit op de fabriek, die enkel beschadigd werd. Israël, dat de Iraakse kernactiviteiten als een bedreiging zag, voerde op 7 juni 1981 een preventieve luchtaanval uit op de site om te voorkomen dat Irak kernwapens zou kunnen produceren. Hierbij werd de fabriek uitgeschakeld. In 1990 zou ze geheel worden verwoest door Amerikaanse luchtaanvallen tijdens de Golfoorlog.
In mei 2009 kwam de commissie voor buitenlandse zaken van het Iraakse parlement naar buiten met de eis aan Israël om alsnog compensatie te betalen voor de aanval in 1981. Deze eis werd gebaseerd op resolutie 487.

## Inhoud
De Veiligheidsraad:
- heeft zijn agenda overwogen;
- bemerkt de brief van de minister van Buitenlandse Zaken van Irak;
- heeft de verklaring over het onderwerp gehoord;
- neemt akte van de verklaring van de directeur-generaal van het Internationaal Atoomenergie Agentschap;
- neemt ook akte van de resolutie van de raad van bestuur van het Agentschap over de militaire aanval op Iraakse kernonderzoekcentra en de gevolgen daarvan voor het Agentschap;
- bewust van het feit dat Irak partij is van het non-proliferatieverdrag over kernwapens sinds het in voege ging in 1970 en Irak dus de beveiligingen van het Agentschap aanvaardt;
- merkt nog op dat Israël geen partij van het verdrag is;
- is erg bezorgd over het gevaar dat de beraamde Israëlische luchtaanval op Iraakse kerninstallaties op 7 juni 1981, die de situatie in de regio op elk moment kan doen ontbranden, inhoudt voor de wereldvrede;
- neemt in overweging dat geen land volgens artikel °2 van het Handvest bedreiging of geweld mag gebruiken tegen de territoriale integriteit of onafhankelijkheid van enig ander land;

1. veroordeelt sterk de militaire aanval van Israël, die duidelijk het Handvest en de internationale gedragsnormen schendt;
2. roept Israël op om in het vervolg af te zien van dergelijke aanvallen;
3. neemt verder in overweging dat de aanval het hele veiligheidssysteem van het Atoomagentschap, dat de kern is van het non-proliferatieverdrag, in gevaar brengt;
4. erkent het recht van Irak en alle andere landen om technologische en kernprogramma's te beginnen ten behoeve van hun economie en industrie voor vreedzame doeleinden, volgens hun noden in overeenstemming met de internationaal aanvaarde doelstellingen inzake het voorkomen van kernwapenprofileratie;
5. roept Israël met klem op om zijn kerninstallaties te laten beveiligen door het Atoomagentschap;
6. beschouwt het feit dat Irak het recht heeft de schade waarvoor Israël zijn verantwoordelijkheid heeft toegegeven te herstellen;
7. vraagt secretaris-generaal Kurt Waldheim om de Veiligheidsraad op de hoogte te houden over de uitvoering van deze resolutie.

## Verwante resoluties
- Resolutie 484 Veiligheidsraad Verenigde Naties
- Resolutie 485 Veiligheidsraad Verenigde Naties
- Resolutie 488 Veiligheidsraad Verenigde Naties
- Resolutie 490 Veiligheidsraad Verenigde Naties

Lijst ·  485 ·  486 ·  487 ·  488 ·  489 ·  490 ·  491 ·  492 ·  493 ·  494 ·  495 ·  496 ·  497 ·  498 ·  499